# Sławęcin, Hạt Choszczno
Sławęcin [swaˈvɛnt͡ɕin] (tiếng Đức: Schlagenthin) là một ngôi làng thuộc khu hành chính của Gmina Choszczno, thuộc quận Choszczno, West Pomeranian Voivodeship, ở phía tây bắc Ba Lan. Nó nằm khoảng 6 kilômét (4 mi) phía bắc Choszczno (Arnswalde) và 57 km (35 mi) về phía đông nam của thủ đô khu vực Szczecin (Stettin).
Trước năm 1945, khu vực này là một phần của Đức. Nó thuộc về khu hành chính của Landkreis Arnswalde của tỉnh Pomerania và nằm ở Farther Pomerania. Trong các tài liệu của thế kỷ 14, ngôi làng được gọi là Schlawentin. Từ năm 1365 đến năm 1752, tức là trong bốn trăm năm, ngôi làng đã trở thành một người đáng kính của gia đình quý tộc von Blankensee. Sau đó, nó thuộc sở hữu của gia đình von Jagow và von Göllnitz, cho đến năm 1829, nó được mua bởi Wilhelm Ferdinand Eben, người đã truyền lại cho con trai ông Carl. Sau đó, bất động sản cũng có chủ sở hữu khác. Chủ sở hữu cuối cùng trước năm 1945 là Gertrud Otto.
Sau khi Thế chiến II kết thúc, quận trở thành một phần của Ba Lan.
Đối với lịch sử của khu vực, xem Lịch sử của Pomerania.

## Số lượng cư dân trong năm
- 1823: 308 [5]
- 1925: 538 [4]
- 2007: 247